# Giovanni Battista Barinetti
Giovanni Battista Barinetti (Borghetto, 3 giugno 1849 – Milano, 3 dicembre 1942) è stato un avvocato e politico italiano, sindaco di Milano dal 1903 al 1904.

## Biografia
Figlio di un medico condotto, si laureò in Giurisprudenza nel 1873 presso l'Università degli Studi di Pavia. Divenuto avvocato, si trasferì ad esercitare la professione a Milano come consulente di società industriali.
Fu promotore e Presidente degli Asili notturni Lorenzo e Teresa Sonzogno, membro del Consiglio di Amministrazione dell'Università Bocconi, e Presidente della Canottieri Olona.
Esponente del Partito radicale, dello schieramento di sinistra, Barinetti fu consigliere e assessore nella giunta guidata dal Sindaco Giuseppe Mussi,. Divenne a sua volta Sindaco di Milano dal dicembre 1903 all'ottobre 1904, con una maggioranza sostenuta dai partiti della sinistra, che tuttavia persero presto la loro concordia.
Terminata la sua esperienza, fu nominato Presidente onorario dell'Esposizione internazionale di Milano del 1906.
Riposa al cimitero Monumentale di Milano.
Milano ha intitolato al Sindaco la via Giovanni Battista Barinetti, nei pressi di via Vincenzo Monti.